# Briefmarken-Jahrgang 1925 der Deutschen Reichspost
Der Briefmarken-Jahrgang 1925 der Deutschen Reichspost umfasste acht Sondermarken. Dauermarken wurden in diesem Jahr keine herausgegeben. Zu einigen der Briefmarken gibt es keine verlässlichen Angaben zu der Auflagenhöhe.

## Liste der Ausgaben und Motive
Legende
- Bild: Eine bearbeitete Abbildung der genannten Marke. Das Verhältnis der Größe der Briefmarken zueinander ist in diesem Artikel annähernd maßstabsgerecht dargestellt. Sollten keine Marken abgebildet sein, liegt es daran, dass das Urheberrecht des Künstlers noch nicht erloschen ist.
- Beschreibung: Eine Kurzbeschreibung des Motivs und/oder des Ausgabegrundes. Bei ausgegebenen Serien oder Blocks werden die zusammengehörigen Beschreibungen mit einer Markierung versehen eingerückt.
- Wert: Der Frankaturwert der einzelnen Marke in Pfennig. Ein „+“ bedeutet, dass es sich um eine Zuschlagsmarke handelt (= Frankaturwert + Spende).
- Ausgabedatum: Das Datum des erstmaligen Verkaufs dieser Briefmarke.
- Gültig bis: Das Datum, an dem die Gültigkeit endete.
- Auflage: Soweit bekannt, wird hier die zum Verkauf angebotene Anzahl dieser Ausgabe angegeben.
- Entwurf: Soweit bekannt, wird hier angegeben, von wem der Entwurf dieser Marke stammt.
- Mi.-Nr.: Diese Briefmarke wird im Michel-Katalog unter der entsprechenden Nummer gelistet.

| Sondermarken | |                  |                       |                   |           |                   |       |
| Bild         | Beschreibung | Werte in Pfennig | Ausgabe- datum (1925) | gültig bis        | Auflage   | Entwurf           | MiNr. |
|              | Deutsche Verkehrs-Ausstellung München - Abstrakte Verkehrssymbole (Lenkrad, Flügelrad und Blitz)                                      | 5                | 30. Mai               | 31. Dezember 1925 | unbekannt | Sigmund von Weech | 370   |
|              | - Abstrakte Verkehrssymbole | 10               | 30. Mai               | 31. Dezember 1925 | unbekannt | Sigmund von Weech | 371   |
|              | Rheinland 1000 Jahre deutsch - Landschaft aus dem Rheinland mit Hochofen und Burg, sowie einem Kopf eines Reichsadlers im Hintergrund | 5                | 30. Mai               | 31. Januar 1928   | unbekannt | Otto Firle        | 372   |
|              | - Landschaft aus dem Rheinland mit Hochofen und Burg, sowie einem Kopf eines Reichsadlers im Hintergrund                              | 10               | Juli                  | 31. Januar 1928   | unbekannt | Otto Firle        | 373   |
|              | - Landschaft aus dem Rheinland mit Hochofen und Burg, sowie einem Kopf eines Reichsadlers im Hintergrund                              | 20               | Juli                  | 31. Januar 1928   | unbekannt | Otto Firle        | 374   |
|              | Bauwerke (Ergänzungswert zur Ausgabe von 1924) - Speyerer Dom                                                                         | 5 Mark           | 11. September         | 31. Dezember 1938 |           |                   | 367   |
|              | Deutsche Nothilfe - Wappen - Wappen von Preußen                                                                                       | 5+5              | 15. Dezember          | 31. Mai 1926      | 4.913.150 | Sigmund von Weech | 375   |
|              | - Wappen von Bayern | 10+10            | 15. Dezember          | 31. Mai 1926      | 3.926.961 | Sigmund von Weech | 376   |
|              | - Wappen von Sachsen | 20+20            | 15. Dezember          | 31. Mai 1926      | 983.730   | Sigmund von Weech | 377   |